# Parabahita yungasensis
Parabahita yungasensis är en insektsart som beskrevs av Rauno E. Linnavuori 1959. Parabahita yungasensis ingår i släktet Parabahita och familjen dvärgstritar. Inga underarter finns listade i Catalogue of Life.